# Österreichische Handballmeisterschaft 2006/07
Die 46. Saison der Österreichischen Handballmeisterschaft begann im August 2006 und endete im Mai 2007. Der amtierende Meister der Saison 2005/06, A1 Bregenz, konnte seinen Titel verteidigen. Alle Vereine schafften in dieser Saison den Klassenerhalt.

## Handball Liga Austria
In der höchsten Spielklasse, der HLA, sind zehn Teams vertreten.
Die Meisterschaft wurde in mehrere Phasen gegliedert. In der Hauptrunde spielten alle Teams eine einfache Hin- und Rückrunde gegen jeden Gegner. Danach wurde die Liga in zwei Gruppen geteilt.
Die ersten sechs Teams spielten in der weiteren Hin- und Rückrunde um den Einzug ins HLA-Halbfinale, während die letzten vier Teams gegen die besten vier Mannschaften der zweithöchsten Spielklasse um den Klassenerhalt kämpfen mussten.

### Grunddurchgang HLA
|     | Verein                | R  | S  | U | N  | Tore    | Diff. | Punkte |
| --- | --------------------- | -- | -- | - | -- | ------- | ----- | ------ |
| 1.  | A1 Bregenz (M)        | 18 | 15 | 0 | 3  | 574:502 | +72   | 30:6   |
| 2.  | Aon Fivers Margareten | 18 | 13 | 0 | 5  | 586:545 | +41   | 26:10  |
| 3.  | HC Hard               | 18 | 10 | 2 | 6  | 552:518 | +34   | 22:14  |
| 4.  | HC Linz AG            | 18 | 10 | 2 | 6  | 523:503 | 20    | 22:14  |
| 5.  | UHC Tulln             | 18 | 10 | 0 | 8  | 523:511 | +12   | 20:16  |
| 6.  | UHK Krems             | 18 | 8  | 1 | 9  | 531:528 | +4    | 17:19  |
| 7.  | SG Handball West Wien | 18 | 7  | 1 | 10 | 525:554 | −29   | 15:21  |
| 8.  | ULZ Schwaz            | 18 | 6  | 0 | 12 | 541:568 | −27   | 12:24  |
| 9.  | UHC Gänserndorf       | 18 | 5  | 0 | 13 | 428:485 | −57   | 10:26  |
| 10. | HIT Innsbruck         | 18 | 3  | 0 | 15 | 458:527 | −69   | 6:30   |

| Legende | Legende                    |
| ------- | -------------------------- |
|         | Meister-Playoff            |
|         | Abstiegs-Playoff           |
| (M)     | Meister der letzten Saison |

### Torschützenliste Grunddurchgang
| Platzierung | Spieler           | Verein                | Spiele | Tore |
| ----------- | ----------------- | --------------------- | ------ | ---- |
| 1           | Siarhei Ubozhanka | SG Handball West Wien | 18     | 138  |
| 2           | Ibish Thaqi       | Alpla HC Hard         | 17     | 135  |
| 3           | Janos Frey        | UHC Tulln             | 18     | 127  |
| 4           | Gernot Watzl      | HC Linz AG            | 18     | 119  |
| 5           | Zdravko Medic     | Bregenz Handball      | 18     | 110  |
| 6           | Juraj Nižňan      | UHC Gänserndorf       | 18     | 108  |
| 7           | Slaven Radić      | UHK Krems             | 18     | 107  |
| 7           | Robert Weber      | Alpla HC Hard         | 18     | 104  |
| 9           | Grzegorz Gowin    | ULZ Schwaz            | 18     | 96   |
| 10          | Martin Abadir     | Aon Fivers Margareten | 15     | 93   |

### Meister-Playoff
|    | Verein                | R  | S | U | N | Tore    | Diff. | Punkte |
| -- | --------------------- | -- | - | - | - | ------- | ----- | ------ |
| 1. | A1 Bregenz (M)        | 10 | 8 | 0 | 2 | 300:257 | 43    | 21:4   |
| 2. | HC Hard               | 10 | 7 | 1 | 2 | 319:270 | 49    | 18:5   |
| 3. | Aon Fivers Margareten | 10 | 5 | 1 | 4 | 298:279 | 19    | 15:9   |
| 4. | UHC Tulln             | 10 | 4 | 1 | 5 | 281:315 | −34   | 10:11  |
| 5. | UHK Krems             | 10 | 3 | 0 | 7 | 283:318 | −35   | 6:14   |
| 6. | HC Linz AG            | 10 | 1 | 1 | 8 | 259:301 | −42   | 5:17   |

### HLA-Finale (Best of three)
|         | Datum     | Heim                  | Gast                  | Ergebnis | Pausenstand |
| ------- | --------- | --------------------- | --------------------- | -------- | ----------- |
| Spiel 1 | 18.5.2007 | A1 Bregenz (M)        | Aon Fivers Margareten | 37:29    | 15:15       |
| Spiel 2 | 25.5.2007 | Aon Fivers Margareten | A1 Bregenz (M)        | 29:26    | 15:10       |
| Spiel 3 | 28.5.2007 | A1 Bregenz (M)        | Aon Fivers Margareten | 26:24    | 14:14       |

In einem packenden Heimspiel bezwang Bregenz die Wiener im dritten und entscheidenden Spiel der Finalserie. Nach 60 Minuten Handball vom Feinsten holte sich der Titelverteidiger, dem die Gäste alles abverlangten, den vierten HLA-Meistertitel in Serie.

### Aufstiegs-Playoff
|    | Verein                 | R  | S  | U | N  | Tore    | Diff. | Punkte |
| -- | ---------------------- | -- | -- | - | -- | ------- | ----- | ------ |
| 1. | ULZ Schwaz             | 14 | 11 | 2 | 1  | 433:343 | 90    | 24:4   |
| 2. | HIT Innsbruck          | 14 | 10 | 1 | 3  | 382:330 | 52    | 21:7   |
| 3. | SG Handball West Wien  | 14 | 10 | 1 | 3  | 457:404 | 53    | 21:7   |
| 4. | UHC Gänserndorf        | 14 | 9  | 1 | 4  | 387:354 | 33    | 19:9   |
| 5. | HSG Bärnbach/Köflach   | 14 | 5  | 0 | 9  | 372:410 | −38   | 10:18  |
| 6. | HCK 59 Kärnten         | 14 | 3  | 1 | 10 | 398:445 | −48   | 7:20   |
| 7. | Seiersberg Grazhoppers | 14 | 3  | 0 | 11 | 360:410 | −50   | 6:22   |
| 8. | HC Bruck               | 14 | 2  | 0 | 12 | 371:463 | −92   | 4:24   |

| Legende | Legende             |
| ------- | ------------------- |
|         | HLA                 |
|         | Handball-Bundesliga |